# Амплуа
Амплуа́ (фр. emploi «роль; должность, место; занятие») — определённый род ролей (стереотипов), соответствующих внешним и внутренним данным актёра, переходящий из пьесы в пьесу. 

## Древнегреческий театр
Деление актёров по амплуа вытекало прежде всего из разделения драматических произведений на два основных вида: трагедию и комедию; каждый из них требовал особых данных и особого стиля игры.

## Театр классицизма
Театр классицизма знал следующую, ставшую для европейского театра традиционной, классификацию ролей:
- герои и героини;
- любовники (герои-любовники, фаты, рубашечные любовники[1]) и любовницы;
- молодые любовники (jeunes premiers);
- короли;
- тираны;
- отцы;
- наперсники и наперсницы;
- лакеи;
- субретки;
- инженю (ingénues);
- резонёры;
- петиметры (petit-maîtres);
- простаки;
- злодеи;
- травести[2].

Согласно системе амплуа в рамках классицизма, для каждой характерной роли предполагался определённый набор внешних данных (рост, сложение, тип лица, тембр голоса). Одним из первоочередных требований для актёра, претендующего на определённую роль, было соответствие такому набору требований.
Так, если актёр имел высокий рост, статную фигуру, правильные черты лица, низкий голос, он мог рассчитывать на роль героя в трагедии. Актёр же маленького роста, неправильного телосложения, с более высоким голосом годился только на роли комического плана. Переходы актёров из одного амплуа в другое при этом не приветствовались, за исключением возрастных изменений: состарившийся трагический герой-премьер, к примеру, мог стать «благородным отцом». Каждому амплуа соответствовала своя линия поведения, свои декламационные и пластические особенности.

## В театре новейшего времени
Осознание амплуа как эстетической категории театра произошло в начале XX века. Противником театральных амплуа выступил МХТ.
К. С. Станиславский, а за ним М. А. Чехов видели в амплуа театральные штампы и рутинёрство, препятствие для развития актёрской индивидуальности.
Среди сторонников системы амплуа, осознающих её как собственно театральный способ классификации человеческих типов, были Вc. Э. Мейерхольд, Н. Н. Евреинов, А. Р. Кугель и др.
В 1922 году Вс. Э. Мейерхольд, В. М. Бебутов и И. А. Аксёнов сделали попытку создать вневременную, «вечную» таблицу из семнадцати пар мужских и женских амплуа, с помощью которых можно было бы охватить весь корпус драматической литературы от античности до современности.